# 利益代表国
利益代表国（英語：Protecting power）とは、戦争などの理由により断交状態となった国家間において、大使館の保管・居留民の保護などを行う中立国のこと。

## 概要
概ねスイスやスウェーデンのような中立国や、相手国と国交のある自国の友好国（あるいはその逆）が選ばれる。特にスイスは永世中立国の代表格であり、数多くの国家の利益代表国を務めている。
ただし断交中の国家間に利益代表国が存在しない場合もある。例えば1952（昭和27）年において、ソビエト連邦と日本の間に利益代表国が存在しないことが確認されている。

## 具体例
| 利益代表国   | 依頼国         | 相手国                 |
| ------------ | -------------- | ---------------------- |
| イタリア     | カナダ         | イラン                 |
| カタール     | アメリカ合衆国 | アフガニスタン         |
| カナダ       | イスラエル     | キューバ               |
| カナダ       | イスラエル     | ベネズエラ             |
| スイス       | アメリカ合衆国 | イラン                 |
| スイス       | アメリカ合衆国 | ベネズエラ             |
| スイス       | イラン         | エジプト               |
| スイス       | イラン         | カナダ                 |
| スイス       | イラン         | サウジアラビア         |
| スイス       | サウジアラビア | イラン                 |
| スイス       | ジョージア     | ロシア                 |
| スイス       | ロシア         | ジョージア             |
| スウェーデン | アメリカ合衆国 | 朝鮮民主主義人民共和国 |
| スウェーデン | カナダ         | 朝鮮民主主義人民共和国 |
| スウェーデン | オーストラリア | 朝鮮民主主義人民共和国 |
| スウェーデン | デンマーク     | 朝鮮民主主義人民共和国 |
| スウェーデン | フィンランド   | 朝鮮民主主義人民共和国 |
| スウェーデン | アイスランド   | 朝鮮民主主義人民共和国 |
| スウェーデン | ノルウェー     | 朝鮮民主主義人民共和国 |
| スウェーデン | イタリア       | 朝鮮民主主義人民共和国 |
| スウェーデン | スペイン       | 朝鮮民主主義人民共和国 |
| スウェーデン | イギリス       | イラン                 |
| スペイン     | ベネズエラ     | イスラエル             |
| チェコ       | アメリカ合衆国 | シリア                 |
| トルコ       | アメリカ合衆国 | リビア                 |
| トルコ       | ベネズエラ     | アメリカ合衆国         |
| パキスタン   | イラン         | アメリカ合衆国         |
| ルーマニア   | オーストラリア | シリア                 |
| ルーマニア   | カナダ         | シリア                 |
| ルーマニア   | フランス       | シリア                 |
| ルーマニア   | モルドバ       | シリア                 |

## 過去の例

### 日露戦争

#### フランス
- 大日本帝国における ロシア帝国の利益代表国

#### アメリカ合衆国
- ロシア帝国における 大日本帝国の利益代表国

### 第二次世界大戦

#### スペイン・スイス・ポルトガル・スウェーデン
- アルゼンチン・ エジプト・ イギリス・ アメリカ合衆国などにおける 大日本帝国の利益代表国[3]

#### スイス
- 南京国民政府支配地域・ デンマーク・ ドイツ国・ フランス国・ イタリア王国・ 大日本帝国・ 満洲国・ 蒙古聯合自治政府における アメリカ合衆国の利益代表国
- ドイツ国・ フランス国・ ハンガリー王国・ イタリア王国・ 大日本帝国・ ルーマニア王国における イギリスの利益代表国
- ブラジル・ エジプトにおける イタリア王国の利益代表国
- イギリス・ トルコ・ アメリカ合衆国・ ユーゴスラビア王国・ オランダ領東インドにおける ドイツ国の利益代表国
- ブラジル・ エジプト・ イギリス・ イタリア王国・ アメリカ合衆国
における フランス国の利益代表国

### 第二次世界大戦後の例

#### 日本
- カンボジアにおける 南ベトナムの利益代表国（期間不明）[4]
- チリと ドミニカ共和国相互の利益代表国（1960年 - 1962年）[5]
- ドミニカ共和国における ハイチの利益代表国（1960年 - 1962年）[5]

#### スイス
- アメリカ合衆国と キューバ相互の利益代表国（1977年9月1日 - 2015年7月20日）[6]

#### ギリシャ
- カタールにおける エジプトの利益代表国（2017年 - 2021年）